# Delta Aquilae
Delta Aquilae (δ Aql) – gwiazda w gwiazdozbiorze Orła. Jest odległa od Słońca o około 51 lat świetlnych.

## Nazwa
Gwiazda ta nie ma nazwy własnej, ale dla starożytnych Arabów wraz z Eta Aquilae i Theta Aquilae tworzyła „wagę” (‏ألميزان‎, Al Mizān).

## Charakterystyka
Delta Aquilae jest gwiazdą podwójną. Główny składnik to białożółta gwiazda należąca do typu widmowego F, sklasyfikowana jako podolbrzym lub gwiazda ciągu głównego. Ma temperaturę 7610 K, wyższą od temperatury fotosfery Słońca i jest 8,2 raza jaśniejsza. Ma promień około 2 razy większy niż promień Słońca. Teoria struktury i ewolucji gwiazd pozwala obliczyć, że jej masa jest o 65% większa niż masa Słońca, co wskazuje, że wciąż znajduje się ona na ciągu głównym, choć za połową okresu syntezy wodoru w hel w jądrze trwającego 5 mld lat przy tej masie.
Delta Aquilae A była podejrzewana o bycie gwiazdą spektroskopowo podwójną, lecz później stwierdzono, że za zmiany widma odpowiadają pulsacje gwiazdy. Gwiazda wykazuje niewielką zmienność (0,003m w okresie 1,05 d), jest sklasyfikowana jako gwiazda zmienna typu Delta Scuti. Astrometria ukazuje, że gwiazda jest w układzie podwójnym z okresem obiegu wokół środka masy równym 1250 dni. Drugi składnik układu można dostrzec na niebie w odległości 137″ od jaśniejszej gwiazdy (pomiar z 2016 r.); Delta Aquilae B ma obserwowaną wielkość gwiazdową 12,75m. W przestrzeni gwiazdy dzieli około 0,9 au; wartość ta i szacowany okres obiegu nie zgadzają się z szacunkiem masy gwiazd, dlatego konieczne są dalsze obserwacje dla weryfikacji parametrów układu. Składnik B jest pomarańczowym karłem należącym do typu widmowego K, o masie około 0,67 M☉. W przyszłości może dojść do transferu masy z szybciej ewoluującego składnika A na gwiazdę B, dzięki czemu stanie się ona jaśniejsza i gorętsza, a także skończy życie szybciej, niż gdyby ewoluowała samotnie.
W odległości 34,3″ od Delta Aquilae A (pomiar z 2006 r.) widoczna jest też gwiazda C o wielkości 13,30m, ale ma ona inny ruch własny i nie jest związana fizycznie z układem.